# Кулаково-Подгорье
Кулаково-Подгорье — деревня в Вельском районе Архангельской области. Относится к Пакшеньгскому сельскому поселению.

## География
Расположена деревня в 37 км к северу от райцентра Вельск, менее, чем в 1 километре от административного центра Пакшеньгского сельского поселения, деревни Ефремковская. Ближайшие населённые пункты: на западе — Петрегино, на юге — Ефремковская, на востоке — Артемковская
Часовой пояс
Кулаково-Подгорье, как и вся Архангельская область, находится в часовой зоне МСК (московское время). Смещение применяемого времени относительно UTC составляет +3:00.

## Население
| 2002 | 2010 | 2012 | 2014 |
| ---- | ---- | ---- | ---- |
| 66   | ↘59  | ↘51  | ↗64  |

## История
Указана в «Списке населённых мест по сведениям 1859 года» в составе Вельского уезда(2-го стана) Вологодской губернии под номером «2546» как «Ивановскiй починокъ(Кулаково, Подгорье)». Насчитывала 36 дворов, 157 жителей мужского пола и 180 женского.
В материалах оценочно-статистического исследования земель Вельского уезда упомянуто, что в 1900 году в административном отношении деревня входила в состав Пакшинского сельского общества Устьвельской волости. На момент переписи в селениях Иванковскiй починокъ(Кулаково) и Иванковскiй починокъ(Подгорье) находилось 44 хозяйства, в которых проживало 142 жителя мужского пола и 157 женского.